# Carabobo (stacja metra)
Carabobo – stacja metra w Buenos Aires, na linii A. Znajduje się pomiędzy stacjami Puan a San José de Flores. Stacja została otwarta 23 grudnia 2008.